# Sexuologie
Sexuologie je vědecký obor zabývající se všemi aspekty pohlavního života (fyziologickým, lékařským, pedagogickým, psychologickým, etickým, atp.).
Jde o vědecký obor, rozvíjený v některých zemích Evropy (jinde je rozvíjena sexuologie jako součást tzv. základních oborů – sexuální medicína), která se zabývá všemi aspekty lidské sexuality a lidského sexuálního chování. Vyjadřuje se k tendencím sexuality v kontextu znalostí všech vědeckých oborů. Zabývá se fyziologickým vývojem a funkcí pohlavních orgánů, vývojem, rozvojem lidského sexuálního chování, chování v párech, problematikou sexuálně rizikového chování včetně výzkumu, diagnostiky a léčby pohlavních a pohlavně přenosných chorob. Zvláštní kapitolou je tzv. deviantologie, zabývající se parafilním sexuálním chováním. 
V České republice působí dvě sexuologické společnosti, Sexuologická společnost ČLS JEP, jejímž předsedou je MUDr. Libor Zámečník, Ph.D., FEBU, FECSM, MBA, a Česká společnost pro sexuální medicínu, jejímž prezidentem je MUDr. Marek Broul, Ph.D., MBA, FECSM. 

## Problémy české sexuologie
Přesto, že česká sexuologie má v podmínkách střední Evropy výsadní postavení (spolu s berlínským ústavem jde v případě sexuologického ústavu v Praze o tradiční sexuologické pracoviště známé přelomovými pracemi Freunda, Hynieho, Rabocha, Pondělíčkové-Mašlové, Weisse, Zvěřiny, mimo Sexuologický ústav byla zmíněna práce Slavoje Brichcína v problematice deviantologie, Ladislava Procházky – soudní sexuologie, Žourková – sexuologie v onkologii, u psychiatricky nemocných a spol.), je dnešním trendem rozvíjet sexuologii v rámci jednotlivých oborů bez potřeby sexuologické atestace. Tím však dochází k atomizaci oboru a riziku poskytnutí "přísně specializované", avšak nekomplexní péče u nemocných se sexuálními problémy. Možná je důvodem nesoulad mezi základními obory, které jsou z části nutnou znalostí každého sexuologa – psychiatrie, gynekologie a porodnictví, urologie, mikrobiologie, psychologie, kdy je sexuologie nelogicky chápána jako "psychiatrický" obor, což staví sexuology atestující z jiných oborů do zvláštního postavení a klientovi se dostává rozdílný rozsah vyšetření i terapeutických postupů podle toho, jaký základ "jeho sexuolog" má (rozsah fyzikálního vyšetření, laboratorních odběrů,psychologických testů, rozsah medikace a její pravidelný upgrade) (Segraves a Balon, 2003). Sexuologie má význam jen jako komplexní obor, který abstrahuje problematiku sexuální medicíny ze všech zmíněných lékařských i nelékařských oborů a klient tak dostává komplexní a kvalifikovanou péči s nezbytnou nelékařskou péči – psychologická diagnostika a léčebné postupy. Podle informací ÚZIS 2009 nepřesahuje počet atestovaných sexuologů – lékařů / lékařek v České republice číslo 20, z nich je část výrazně důchodového věku. Nejlépe odráží situaci v české sexuologii učebnice Petra Weisse "Sexuologie", kde většina autorů sexuologické monografie nejsou sexuologové, což znamená, že buď v České republice nejsou sexuologové odborníci, nebo je hlavní autor a editor nepovažuje v rámci vlastního oboru za dostatečně kvalifikované. V České republice nevychází český odborný sexuologický časopis (na Slovensku vychází dvakrát ročně Sexuológia, do níž za ČR přispívá především profesor Weiss – člen redakční rady – a jeho žáci), ale je možné publikovat v rámci časopisů psychiatrických, gynekologických, urologických a podobně.

## Problémy sexuologie jako oboru

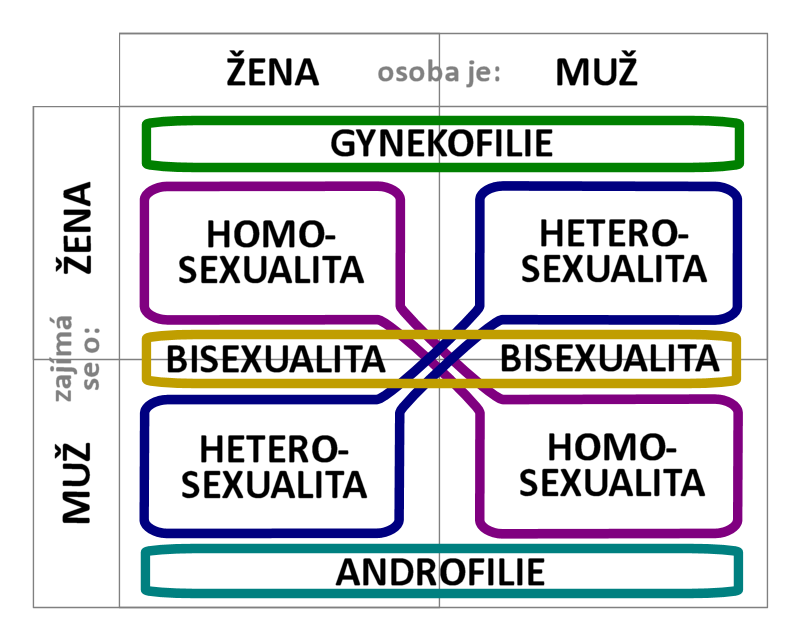
Diagram sexuální orientace

V sexuologii není definovaná normalita, nýbrž stavy, které jsou z různých důvodů (biologické, psychologické, sociální, právní, náboženské) považovány za "abnormální", či patologické, nebo společensky nepřijatelné (Seifertová a kol., 2008). V oblasti sexuálního chování jsme odkázání na psychiatrické a psychologické metody práce, které mají své limity jak diagnostické, tak v poznání etiopatogeneze (Smolík, 2002). Sexuologie je v rámci kurikula vysokých škol, především lékařských fakult, minoritním oborem (paradoxně se jí dostává více prostoru na nelékařských fakultách). Výrazně negativním trendem pro komplexní pojetí sexuologie jako vědního oboru, je rozvoj sexuální medicíny v rámci základních lékařských oborů bez potřeby znalostí sexuálně podložených problémů dalších oborů (specialisté na mužský orgasmus, ženský orgasmus, mozkové receptory…) (Kockott a Fahrnerová, 2001).

## Interdisciplinární vztahy
Sexuologie, tak jak je nyní definována, je velký fenomén 20. a 21. století.
Sexuologie souvisí s množstvím jiných studijních oborů:
- několik oborů lékařství, včetně andrologie, urologie, gynekologie a anatomie pohlavních orgánů
- psychologie, sociologie, antropologie a etnologie lidského sexuálního chování
- neurobiologie může být využita ke studiu mnoha základních sexuálních reflexů a roste její důležitost u komplexních aspektů sexuálního chování
- psychiatrie studuje poruchy sexuálního chování
- mnoho aspektů sexuálního chování je ovlivňováno zákonem a mnoho sexuálních zločinů studuje kriminologie
- biologie a etologie studují sexuální chování živočichů, která mohou být srovnatelná s lidským sexuálním chováním
- epidemiologie sexuálně přenosných nemocí

Sexuologie se také dotýká veřejných témat, jako jsou debata o potratech, antikoncepci, pohlavním zneužívání či reprodukčních technologiích.

## Významní sexuologové a sexuoložky
- Richard von Krafft-Ebing (1840–1902)
- Sigmund Freud (1856–1939)
- Wilhelm Fliess (1858–1928)
- Havelock Ellis (1859–1939)
- Albert Moll (1862–1939)
- Edvard Westermarck (1862–1939)
- Magnus Hirschfeld (1868–1935)
- Iwan Bloch (1872–1922)
- Theodor Hendrik van de Velde (1873–1937)
- Max Marcuse (1877–1963)
- Otto Gross (1877–1920)
- Ernst Gräfenberg (1881–1957)
- Harry Benjamin (1885–1986)
- Theodor Reik (1888–1969)
- Alfred Kinsey (1894–1956)
- Wilhelm Reich (1897–1957)
- Wardell Pomeroy (1913–2001)
- Albert Ellis (1913–2007)
- Kurt Freund (1914–1996)
- Ernest Borneman (1915–1995)
- William Masters (1915–2001)
- Paul H. Gebhard (1917–2015)
- John Money (1921–2006)
- Ira Reiss (* 1925)
- Virginia Johnson (1925–2013)
- Preben Hertoft (1928–2017)
- Oswalt Kolle (1928–2010)
- Vern Bullough (1928–2006)
- Igor Kon (1928–2011)
- William Simon (1930–2000)
- John Gagnon (* 1931)
- Edward Eichel (* 1932)
- Fritz Klein (1932–2006)
- Milton Diamond (* 1934)
- Erwin J. Haeberle (* 1936)
- Gunter Schmidt (* 1938)
- Rolf Gindorf (* 1939)
- Volkmar Sigusch (* 1940)
- Martin Dannecker (* 1942)
- Simon LeVay (* 1943)
- Shere Hite (* 1943)
- Anne Fausto-Sterling (* 1944)
- Ray Blanchard (* 1945)
- Gilbert Herdt (* 1949)
- Petr Weiss (* 1954)

### Související článek
- Sexuální výchova
- Lesbická utopie